# James Young
James Young (Baltimora, 1º gennaio 1872 – New York, 9 giugno 1948) è stato un regista, attore e sceneggiatore statunitense.

## Biografia
Figlio di un uomo politico del Maryland, cominciò la sua carriera di attore prima in teatro e poi al cinema, per la Vitagraph. Il suo primo film (da attore) lo girò nel 1909 con James Stuart Blackton, mentre debuttò come regista e sceneggiatore qualche anno più tardi, nel 1912. Fu uno dei registi più attivi della Vitagraph, girando circa 75 film. Nel 1914 diresse il primo film di Rodolfo Valentino, My Official Wife. Era sposato con l'attrice Clara Kimball Young da cui divorziò nel 1916.
Morì a New York il 9 giugno 1948, all'età di 76 anni.

## Filmografia

### Regista
- The Picture Idol – cortometraggio (1912)
- Half a Hero – cortometraggio (1912)
- When Roses Wither – cortometraggio (1912)
- Lincoln Gettysburg Address, co-regia di James Stuart Blackton – cortometraggio (1912)
- A Lively Affair – cortometraggio (1912)
- Wanted, a Sister – cortometraggio (1912)
- A Vitagraph Romance – cortometraggio (1912)
- As You Like It, co-regia di James Stuart Blackton e Charles Kent – cortometraggio (1912)
- A Mistake in Spelling (1912)
- The Model for St. John (1912)
- The Unusual Honeymoon (1912)
- In the Flat Above (1912)
- The Eavesdropper (1912)
- A Marriage of Convenience (1912)
- Love Hath Wrought a Miracle (1913)
- Casey at the Bat (1913)
- The Little Minister (1913)
- The Interrupted Honeymoon (1913)
- The Widow's Might (1913)
- When Mary Grew Up (1913)
- And His Wife Came Back (1913)
- It Made Him Mad (1913)
- Cutey and the Twins (1913)
- Beau Brummell (1913)
- The Old Guard (1913)
- Put Yourself In Their Place (1913)
- The Dog House Builders (1913)
- Cutey and the Chorus Girl (1913)
- The White Slave (o The Octoroon) (1913)
- Delayed Proposais (1913)
- The Late Mr. Jones (1913)
- When Women Go on the Warpath (o Why Jonesville Went Dry) (1913)
- Sauce for the Goose, co-regia di L. Rogers Lytton e Wilfrid North (1913)
- Heartbroken Shep (1913)
- Luella's Love Story (1913)
- Jerry's Mother-in-Law (1913)
- Beauty Unadorned co-regia con Sidney Drew e L. Rogers Lytton (1913)
- Up in a Balloon (1913)
- Heartease co-regia con L. Rogers Lytton (1913)
- Nipote stile moderno (Jerry's Uncle's Namesake), co-regia di L. Rogers Lytton (1914)[1]
- Pickles, Art and Sauerkraut (1914)
- Goodness Gracious (1914)
- The Portrait (1914)
- A Model Young Man (1914)
- Cherry (1914)
- The Violin of M'sieur (1914)
- Happy-Go-Lucky (1914)
- My Official Wife (1914)
- David Garrick – cortometraggio (1914)
- Taken by Storm – cortometraggio (1914)
- Lola (1914)
- The Deep Purple (1915)
- Hearts in Exile (1915)
- The Little Miss Brown (1915)
- Marrying Money (1915)
- The Heart of the Blue Ridge (1915)
- Over Night (1915)
- Marriage a la carte (1916)
- Sweet Kitty Bellairs (1916)
- The Thousand-Dollar Husband (1916)
- The Lash (1916)
- Unprotected (1916)
- Oliviero Twist (Oliver Twist) (1916)
- Sotto processo (On Trial) (1917)
- The White Man's Law (1918)
- Rose o' Paradise (1918)
- Missing (1918)
- Mickey, co-regia di F. Richard Jones (1918)
- Her Country First (1918)
- The Temple of Dusk (1918)
- The Man Wo Wouldn't Tell (1918)
- The Highest Trump (1919)
- A Gentleman of Quality (1919)
- The Usurper (1919)
- Il ladro di perle (A Rogue's Romance) (1919)
- Home's Nest (1919)
- The Wolf (1919)
- A Regular Girl (1919)
- A Daughter of Two Worlds (1920)
- Notorius Miss Lisle (1920)
- Curtain (1920)
- The Devil (1921)
- Without Benefit of Clergy (1921)
- The Infidel (1922)
- The Masquerader (1922)
- Omar the Tentmaker (1922)
- Wandering Daughters (1923)
- Trilby (1923)
- Welcome Stranger (1924)
- The Unchastened Woman (1925)
- The Bells (1926)
- Driven from Home (1927)
- Midnight Rose (1928)

### Attore
- Washington Under the American Flag, regia di James Stuart Blackton (1909)
- Les Miserables (Part I) (1909)
- A Midsummer Night's Dream, regia di James Stuart Blackton, Charles Kent (1909)
- Richelieu; or, The Conspiracy, regia di James Stuart Blackton (1910)
- Twelfth Night, regia di Eugene Mullin, Charles Kent (1910)
- The Last of the Saxon (1910)
- The Mate of the John M (1910)
- Twelfth Night, regia di Eugene Mullin, Charles Kent (1910)
- Lady Godiva, regia di James Stuart Blackton (1911)
- A Southern Soldier's Sacrifice, regia di William Humphrey (1911)
- Mrs. Carter's Necklace, regia di Van Dyke Brooke (1912)
- The Governor Who Had a Heart (1912)
- The Jocular Winds of Fate, regia di Van Dyke Brooke, Maurice Costello (1912)
- The Pipe (1912)
- When Daddy Was Wise (1912)
- Professor Optimo (1912)
- Mockery, regia di Laurence Trimble (1912)
- The French Spy, regia di Laurence Trimble (1912)
- Lincoln's Gettysburg Address, regia di James Stuart Blackton, James Young (1912)
- Wanted, a Sister, regia di James Young (Tom) (1912)
- Popular Betty, regia di James Young (1912)
- A Vitagraph Romance, regia di James Young (1912)
- The Irony of Fate, regia di Albert W. Hale (1912)
- As You Like It, regia di James Stuart Blackton, Charles Kent, James Young (1912)
- Poet and Peasant, regia di William V. Ranous (1912)
- The Model for St. John, regia di James Young (1912)
- In the Flat Above, regia di James Young (1912)
- The Eavesdropper, regia di James Young (1912)
- A Marriage of Convenience, regia di James Young (1912)
- Love Hath Wrought a Miracle, regia di James Young (1913)
- The Little Minister, regia di James Young (1913)
- When Mary Grew Up, regia di James Young (1913)
- Beau Brummell, regia di James Young (1913)
- The Old Guard, regia di James Young (1913)
- Put Yourself in Their Place, regia di James Young (1913)
- Mr. Mintern's Misadventures, regia di Maurice Costello, William V. Ranous (1913)
- The Mistery of the Stolen Jewels, regia di Maurice Costello, William V. Ranous (1913)
- The Wrath of Osaka, regia di Maurice Costello, William V. Ranous (1913)
- Delayed Proposals, regia di James Young (1913)
- Jack's Chrysanthemum, regia di Maurice Costello, William V. Ranous (1913)
- The Taming of Betty, regia di Maurice Costello (1913)
- A Faithful Servant, regia di Maurice Costello (1913)
- The Joys of a Jealous Wife, regia di Maurice Costello (1913)
- When Women Go on the Warpath (o Why Jonesville Went Dry), regia di Wilfrid North, James Young (1913)
- The Hindoo Charm, regia di Maurice Costello (1913)
- Jerry's Mother-in-Law, regia di James Young (1913)
- Beauty Unadorned, regia di Sidney Drew, L. Rogers Lytton, James Young (1913)
- Up in a Balloon, regia di James Young (1913)
- Heartease, regia di L. Rogers Lytton, James Young (1913)
- The Perplexed Bridegroom, regia di Maurice Costello (1914)
- Goodness Gracious, regia di James Young (1914)
- Some Steamer Scooping, regia di Maurice Costello (1914)
- The Portrait, regia di James Young (1914)
- Cherry, regia di James Young (1914)
- The Violin of M'sieur, regia di James Young (1914)
- David Garrick, regia di James Young (1914)
- Taken by Storm, regia di James Young (1914)
- The Wishing Ring: An Idyll of Old England, regia di Maurice Tourneur (1914)
- Lola, regia di James Young (1914)
- Trilby, regia di Maurice Tourneur (1915)
- Sotto processo (On Trial) , regia di James Young (1917)

### Sceneggiatore
- The Jocular Winds of Fate, regia di Van Dyke Brooke e Maurice Costello (1912)
- The Picture Idol, regia di James Young (1912)
- Lulu's Doctor, regia di Van Dyke Brooke (1912)
- When Roses Wither, regia di James Young (1912)
- A Lively Affair, regia di James Young (1912)
- A Vitagraph Romance, regia di James Young (1912)
- In the Flat Above di James Young (1912)
- A Marriage of Convenience di James Young (1912)
- Casey at the Bat, regia di James Young (1913)
- The Little Minister, regia di James Young (1913)
- And His Wife Came Back, regia di James Young (1913)
- It Made Him Mad, regia di James Young (1913)
- The Hoodoo Umbrella, regia di Bert Angeles (1913)
- That Suit at Ten, regia di Bert Angeles (1913)
- The Life Saver, regia di Wilfrid North (1913)
- Up in a Balloon, regia di James Young (1913)
- Pickles, Art and Sauerkraut, regia di James Young (1914)
- Goodness Gracious, regia di James Young (1914)
- A Model Young Man, regia di James Young (1914)
- Cherry, regia di James Young (1914)
- David Garrick, regia di James Young (1914)
- The Fates and Flora Fourflush, regia di Wally Van (1914)
- Lola, regia di James Young (1914)
- Deep Purple, regia di James Young (1915)
- Hearts in Exile, regia di James Young (1915)
- Marrying Money, regia di James Young (1915)
- Sweet Kitty Bellairs, regia di James Young (1916)
- The Thousand-Dollar Husband di James Young (1916)
- The Lash, regia di James Young (1916)
- Oliver Twist, regia di James Young (1916)
- Sotto processo (On Trial), regia di James Young (1917)
- Missing, regia di James Young (1918)
- A Rogue's Romance, regia di James Young (1919)
- The Wolf, regia di James Young (1919)
- A Daughter of Two Worlds, regia di James Young (1920)
- Notorius Miss Lisle, regia di James Young (1920)
- Curtain, regia di James Young (1920)
- The Infidel, regia di James Young (1922)
- Wandering Daughters, regia di James Young (1923)
- Welcome Stranger, regia di James Young (1924)
- The Bells (1926)